# Amphisbaena carli
Espèce
Amphisbaena carli est une espèce d'amphisbènes de la famille des Amphisbaenidae.

## Répartition
Cette espèce est endémique de l'État de Bahia au Brésil. Elle a été découverte à Jaborandi dans le Cerrado.

## Étymologie
Cette espèce est nommée en l'honneur de Carl Gans.

## Publication originale
- Pinna, Mendonça, Bocchiglieri & Fernandes, 2010 : A new two-pored Amphisbaena Linnaeus from the endangered Brazilian Cerrado biome (Squamata: Amphisbaenidae). Zootaxa, n. 2569, p. 44–54.